# Orden de la Familia Real de Haakon VII de Noruega
La Orden de la Familia Real de Haakon VII de Noruega es un honor otorgado a los miembros de la familia real noruega por el rey Haakon VII.
Princesa Astrid, Sra. Ferner es el único receptor vivo.

## Apariencia
La insignia de la Orden consiste en un retrato del Rey engastado en un marco enjoyado.   La cinta de la orden es roja, bordeada de blanco, con una fimbriación azul.

## Lista de destinatarios
- Reina Maud de Noruega
- Princesa heredera Marta
- Princesa Astrid, Sra. Ferner
- Princesa Ragnhild, Sra. Lorentzen